# Miori Takimoto
Miori Takimoto (瀧本 美織, Takimoto Miori, nascida em 16 de outubro de 1991) é uma atriz e cantora japonesa. Takimoto estreou em 2003 como cantora do grupo feminino Sweets, onde se apresentou sob o nome de Miori. Após a dissolução do Sweets, Takimoto iniciou sua carreira de atriz.

## Biografia

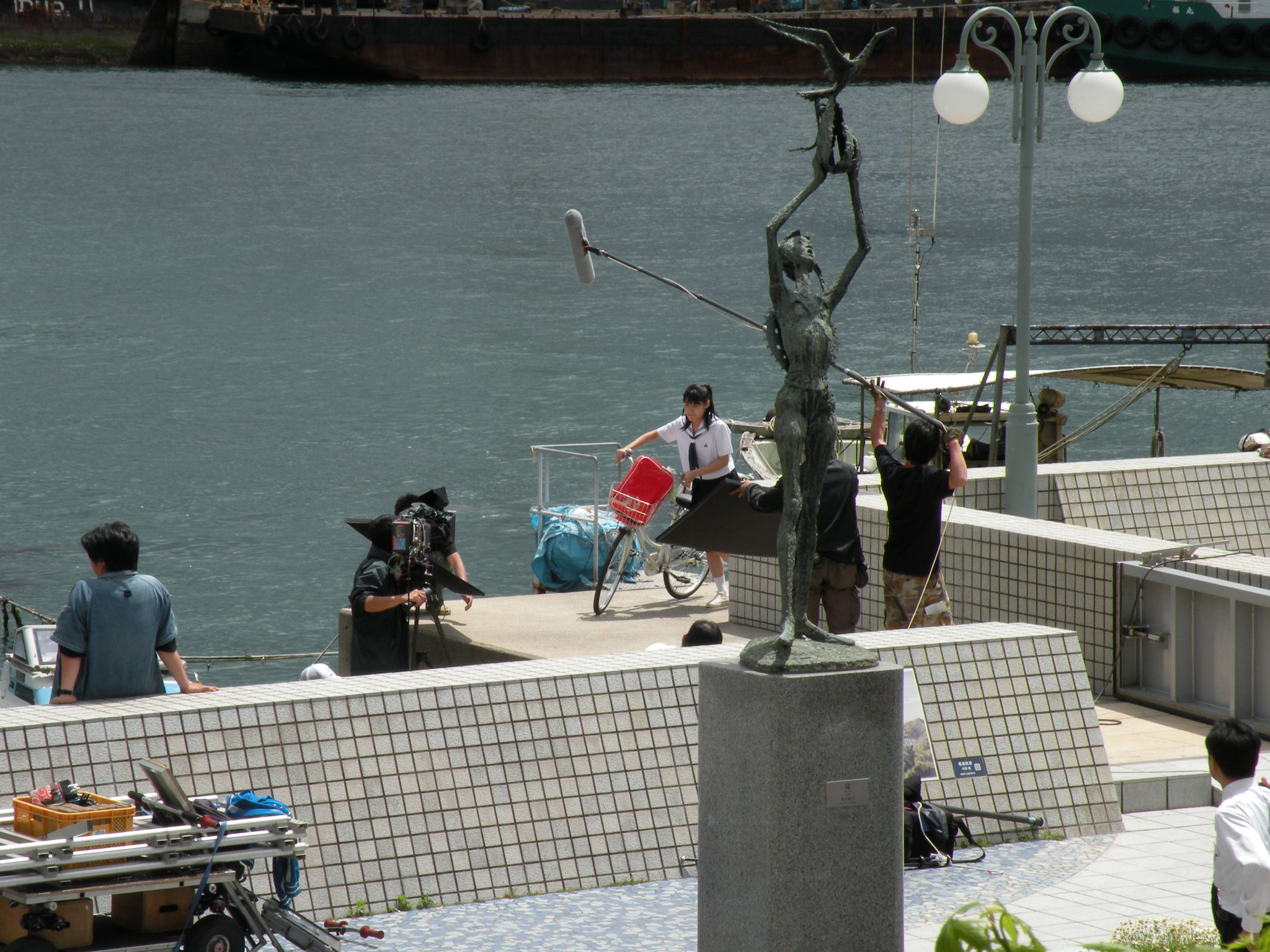
Cena da série Teppan sendo filmada no local em 2010.

Miori Takimoto nasceu em Tottori, província de Tottori, e iniciou sua carreira profissional como integrante do dissolvido grupo de j-pop SweetS, assinado pela Avex. Ela foi escolhida nas audições da Avex Trax de 2002–2003, e o grupo estreou em 27 de agosto de 2003. Durante esses anos, ela teve projetos paralelos, como ser modelo de revistas e atuar em comerciais da Waseda Academy.
Ao deixar o mundo da música, ela seguiu a carreira de atriz. Miori assinou com a Stardust e desde então estrelou em trabalhos como o filme Higanjima, no videoclipe "Never Say Die" de Yui e em comerciais. Em novembro de 2014, entrou na banda  Lagoon como vocalista. Em 27 de janeiro de 2022 ela abriu seu site e fã clube oficiais.

## Trabalhos

### Dramas de televisão
- Teppan (NHK, 2010–2011), Akari Murakami[6]
- Ikemen desu ne (美男ですね) (TBS, 2011), Mio Sakuraba[7]
- Hungry! (ハングリー！) (KTV, 2012), papel de Chie Okusu[8]
- Mike-Neko Holmes no Suiri Episódio 2 (NTV, 2012), Ryōko Kanezaki[9]
- Miyuki Miyabe 4-shū Renzoku Mistério "Nível 7" (TBS, 2012), Mai Shingyōji[10]
- GTO (NTV, 2012), Azusa Fuyutsuki[11]
  - Aki mo Oni Abare Special (2012)
  - Shogatsu Especial! Fuyuyasumi mo Nekketsu Jugyo da (2013)
  - Kanketsu-hen: Saraba Onizuka! Especial Sotsugyō (2013)
- Miyuki Miyabe Mystery " Perfect Blue " (TBS, 2012), Kayoko Hasumi[12]
- Tsuma wa, Kunoichi (NHK BS Premium, 2013), Orie[13]
- Umi no Ueno Shinryōjo Episódio 4 (Fuji TV, 2013), Michiru Fujii[14]
- Dr.DMAT (TBS, 2014), Haruko Yakumo[15]
- Satsujin Hensachi 70 (NTV, 2014), Rikako Mayama[16]
- Cabin Attendant Keiji: New York Satsujin Jiken (Fuji TV, 2014), Yui Watabe[17]
- Tsuma wa, Kunoichi: Saishūshō (NHK BS Premium, 2014), Orie[18]
- Hula Girl to Inu no Choco (TV Tokyo, 2015), Sae Morita[19]
- Keisei Saimin no Otoko Parte 2 "Kobayashi Ichizō: Yume to Soroban" (NHK, 2015), Kou Tanba/Kou Kobayashi[20]
- Final Life (2017), Kana Ayatsuji
- Auditor Shuhei Nozaki (2018)
- Fubuki Koshiji Monogatari (2018), Fubuki Koshiji
- Brother and Sister (2018), Sachi
- Unmei Kara Hajimaru Koi: You Are My Destiny (2020), Aya Sato[21]

### Filmes
- Higanjima (2010), Yuki[22]
- Shokudou Katatsumuri (2010)
- Kaze Tachinu (2013), voz de Naoko Satomi[23]
- Sadako 3D 2 (2013), Fūko Andō [24]
- Tensai Bakavon: Yomigaeru Flanders no Inu (2015), voz de Nero[25]
- Hokusai (2021), Koto[26]
- The Floor Plan (2024), Ayano Katabuchi[27]

### Comerciais
- Circle K Bakery (2004)
- Academia Waseda (2005)
- Campanha Sony Sonpo (2009) [28]
- (2009) [29]
- Asahi Refrigerantes "Mitsuya Cider" (2011) [30]
- Asahi Fiber Glass "Aclear" (2011) [31]
- Toyo Suisan (2012) [32]
- Bourbon "Slow Bar" (2012) [33]
- Curta-metragem Godiva Chocolatier 2014 (2014) [34]
- Lixil (2014) [35]

### Dublagem
- Clarice (Clarice Starling (Rebecca Breeds))[36]

## Prêmios
| Prêmio                                       | Categoria       | Trabalho       | Resultado | Ref.   |
| -------------------------------------------- | --------------- | -------------- | --------- | ------ |
| 15º Nikkan Sports Drama Grand Prix           | Melhor Atriz    | Ikemen desu ne | Indicado  | [ 37 ] |
| 68º Prêmio da Academia de Drama de Televisão | Prêmio Especial | Teppan         | Venceu    | [ 38 ] |